# Sulmierzyce
Sulmierzyce é um município da Polônia, na voivodia da Grande Polônia e no condado de Krotoszyn. Estende-se por uma área de 29,29 km², com 2 898 habitantes, segundo os censos de 2016, com uma densidade de 98,9 hab/km².